# 妻沼滑空場
妻沼滑空場（めぬまかっくうじょう）は埼玉県熊谷市にある場外離着陸場である。熊谷市内の利根川河川敷に所在し、主に、グライダーの滑空場として使用されている。

## 概要
日本学生航空連盟の関東地区におけるグライダーの活動拠点である。
東京大学、慶應義塾大学、早稲田大学、法政大学、立教大学、日本大学、学習院大学、千葉工業大学をはじめ、関東の大学航空部の多くが活動拠点としているほか、各大学OBクラブや社会人クラブ等も使用する。同じく関東で航空部を有する明治大学は春日部市の江戸川河川敷にある宝珠花滑空場を主要拠点としているが、当滑空場を使用することもある。ウィンチと呼ばれる装置による曳航が中心だが、飛行機による曳航も行われている。
日本学生航空連盟主催の全国大会と関東大会が当滑空場にて毎年秋~冬に開催される。その他東京六大学による東京六大学対抗グライダー競技会や、原田覚一郎杯もここで行われるなど、多くの学生競技会が年間を通して開催されている。学生グライダーの聖地とされる所以である。なお、毎年秋に行われる新人戦は岐阜県の木曽川滑空場にて開催される。
毎年秋にスカイスポーツフェスタを開催している。グライダーをはじめとしてパラグライダーなどのスカイスポーツが展示される。2006年はインターネットなどで広報した結果、前年に比べ来場者が約2000人増えたという。

## 運用方法

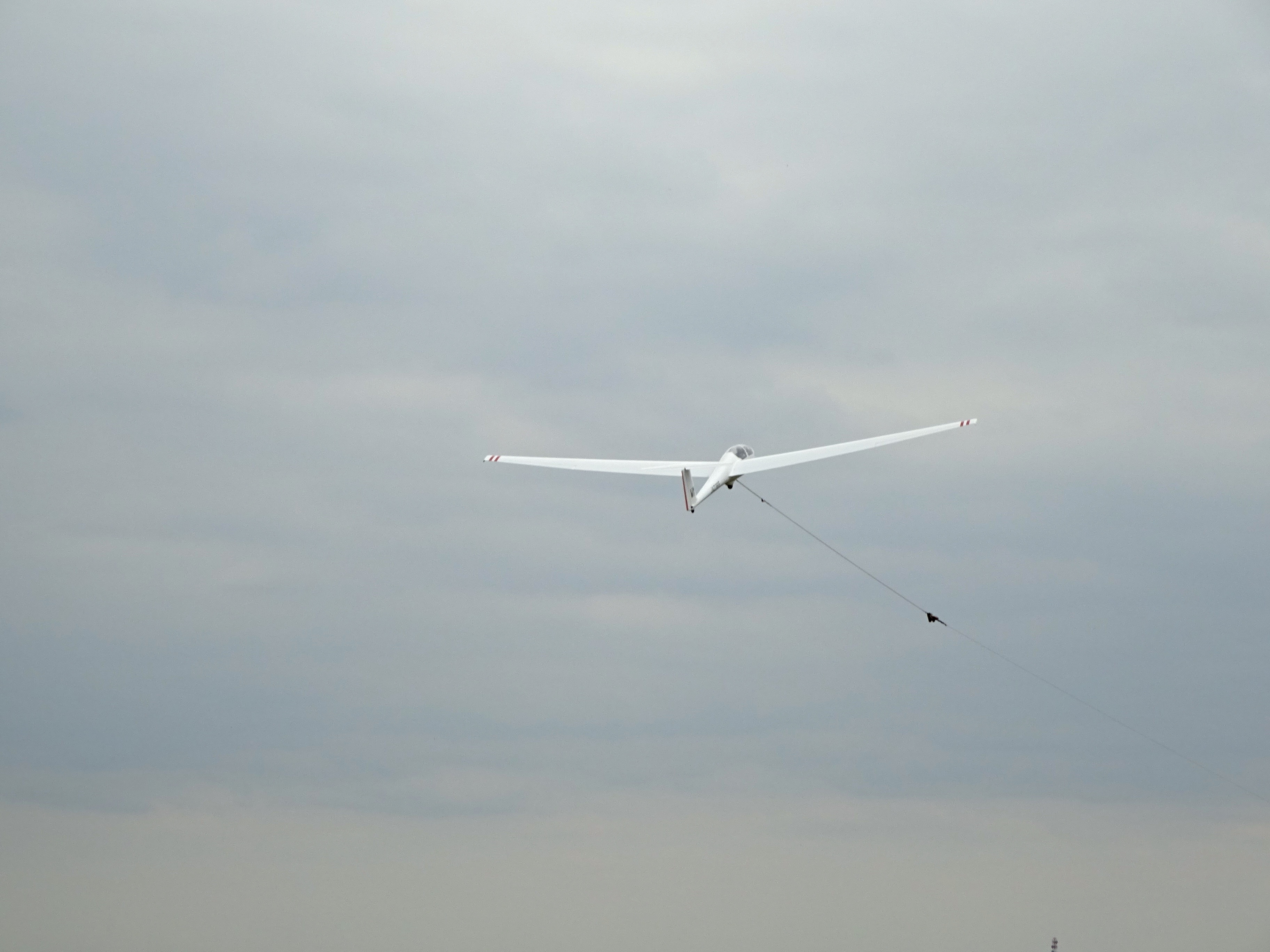
同滑空場でのウィンチ曳航(早稲田大学所属　JA2365)

当滑空場は、利根川右岸に沿う形で２つの滑走路が縦に並ぶ、タンデム方式で運用されている。
北側の第一滑空場は14R/32L,14C/32C,14L/32Rの３離着陸帯を有し、最大２グループが同時に使用できる。14R/32L,14L/32Rを離陸帯、着陸帯として使用するが、着陸機の同時進入時など混雑時に適宜14C/32Cが使用される。
南側の第二滑空場は第一滑空場に比べ幅が狭いため、土手側と川側の２離着陸帯のみで、複数グループによる同時使用は出来ない。第一滑空場と第二滑空場の離陸機、着陸機の経路の干渉及び無線の混信を防ぐため同時離陸は行われない。

## 空港データ
- 所在地：埼玉県熊谷市葛和田1975
- 管理者：社団法人日本学生航空連盟
- 交信：130.50MHz(妻沼フライトサービス)